# Wood River (Wisconsin)
Wood River – miasto w Stanach Zjednoczonych, w stanie Wisconsin, w hrabstwie Burnett.